# Télescope de 40 pieds
Le télescope de 40 pieds de William Herschel (40-foot telescope, Great Forty-Foot telescope) est un télescope construit entre 1785 et 1789 à l'observatoire astronomique Observatory House de Slough, en Angleterre. Comportant un miroir primaire de 1,2 mètre de diamètre avec une longueur focale de 12 mètres, soit 39,4 pieds (d'où le « 40 pieds »), il est le plus grand télescope du monde pendant 50 ans. Il est dépassé en taille en 1845 par le Léviathan de Parsonstown.
Le télescope de 40 pieds aurait permis la découverte d'Encelade et de Mimas, les sixième et septième satellites naturels de Saturne. 
Le télescope a été démonté en 1840. Le miroir d'origine et une pièce du tube de 10 pieds (3,048 m) de long, ont été préservés jusqu'à nos jours. L'image du télescope de 40 pieds demeure l'une des plus grandes icônes de l'astronomie

## Construction

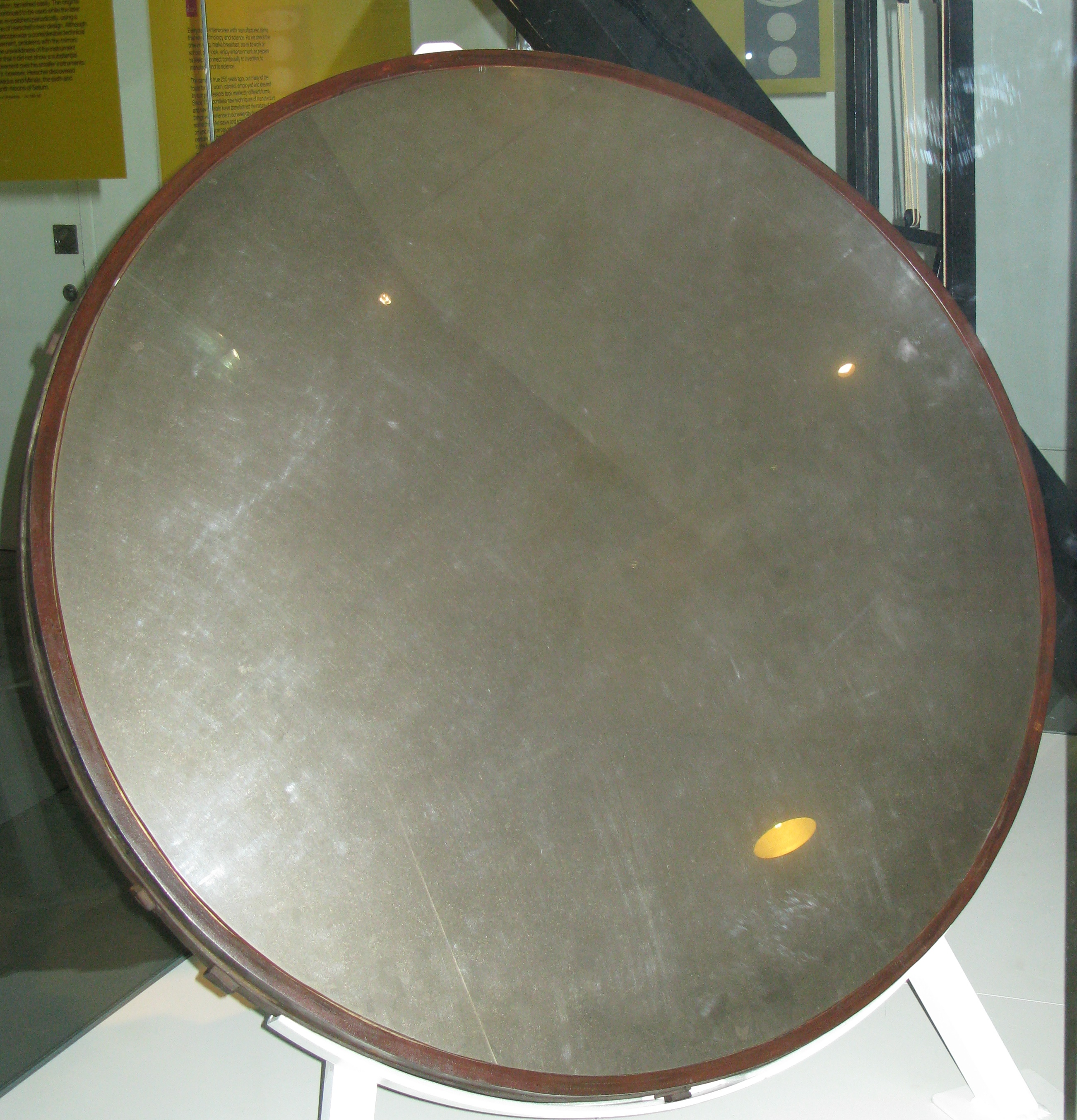
Premier miroir du télescope, exposé au Science Museum de Londres.

Le télescope est construit entre 1785 et 1789 sous la direction de William Herschel, assisté de Caroline Herschel. Ses composantes ont été réalisées à Clay Hall (en), près de Windsor (Royaume-Uni). Placé sur une monture azimutale, le tube de 40 pieds est fait en fer. 
Les coûts de 4 000 £ sont défrayés par George III du Royaume-Uni. Lors de la construction, ce dernier aurait visité les lieux avec l'archevêque de Canterbury et lui aurait dit : « Venez mon cher évêque, je vais vous montrer le chemin du Ciel,. »
Deux miroirs concaves de 48 pouces (121,92 cm) sont construits pour le télescope, chacun avec une longueur focale f/10. Le premier est fait dans une fonderie de Londres le 31 octobre à partir de speculum (en) (un mélange de cuivre et d'étain) traité à l'arsenic pour en améliorer le fini,. D'un poids/masse de 1 023 livres (464,02499451 kg), il est trop mince de 0,9 pouce (2,29 cm) au centre et est critiqué par Herschel. Le second miroir, deux fois plus épais que le premier, est construit quelques années plus tard et remplacera le premier. Les deux miroirs demeureront les plus grands du monde jusqu'en 1845,.
Herschel élimine le miroir plan en diagonale standard du télescope de Newton et incline plutôt son miroir primaire afin d'observer l'image directement dans une « cage d'observation » située en avant du télescope. Cette conception sera connue plus tard sous le nom de télescope herschellien (en).

Télescope herschellien.

## Observations
Une partie des fonds initiaux comprend une rente de £50 par année pour Caroline Herschel afin qu'elle soit l'assistante de William, ce qui en fait la première femme d'Angleterre à être rémunérée pour faire de l'astronomie.
Le télescope est situé sur le site de l'Observatory House, résidence de Herschel à Slough, de 1789 à 1840. La première observation est faite le 19 février 1787, alors que Herschell pointe l'instrument vers la nébuleuse d'Orion,.
Les principales découvertes faites par le télescope sont les sixième et septième lunes de Saturne, Encelade et Mimas, bien que cela soit incertain puisque Herschel utilisait également d'autres télescopes à l'époque.
Le télescope est le plus grand du monde pendant 50 ans et constitue une attraction touristique locale, visitée par des gens riches et célèbres lorsqu'ils rendent visite au roi au château de Windsor,.
En raison de problèmes avec les miroirs et de sa faible manœuvrabilité, le télescope de 40 pieds n'apporte pas d'améliorations significatives comparativement aux télescopes plus petits de l'époque. La météorologie est rarement favorable et plusieurs objets célestes observés par Herschel sont visibles également dans ses autres télescopes plus petits. 
La dernière observation se fait en 1815.

## Démantèlement

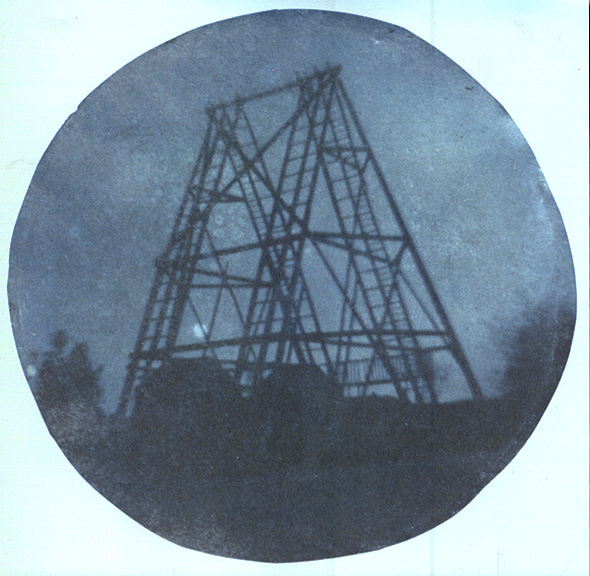
Photographie du télescope de 40 pieds prise par John Herschel en 1839.

Craignant l'effondrement de la structure en raison de sa décomposition et soucieux de la sécurité de ses jeunes enfants, le fils de William, John Herschel démantèle la structure du télescope à la fin de l'année 1839, lors de son retour d'Afrique du Sud. 

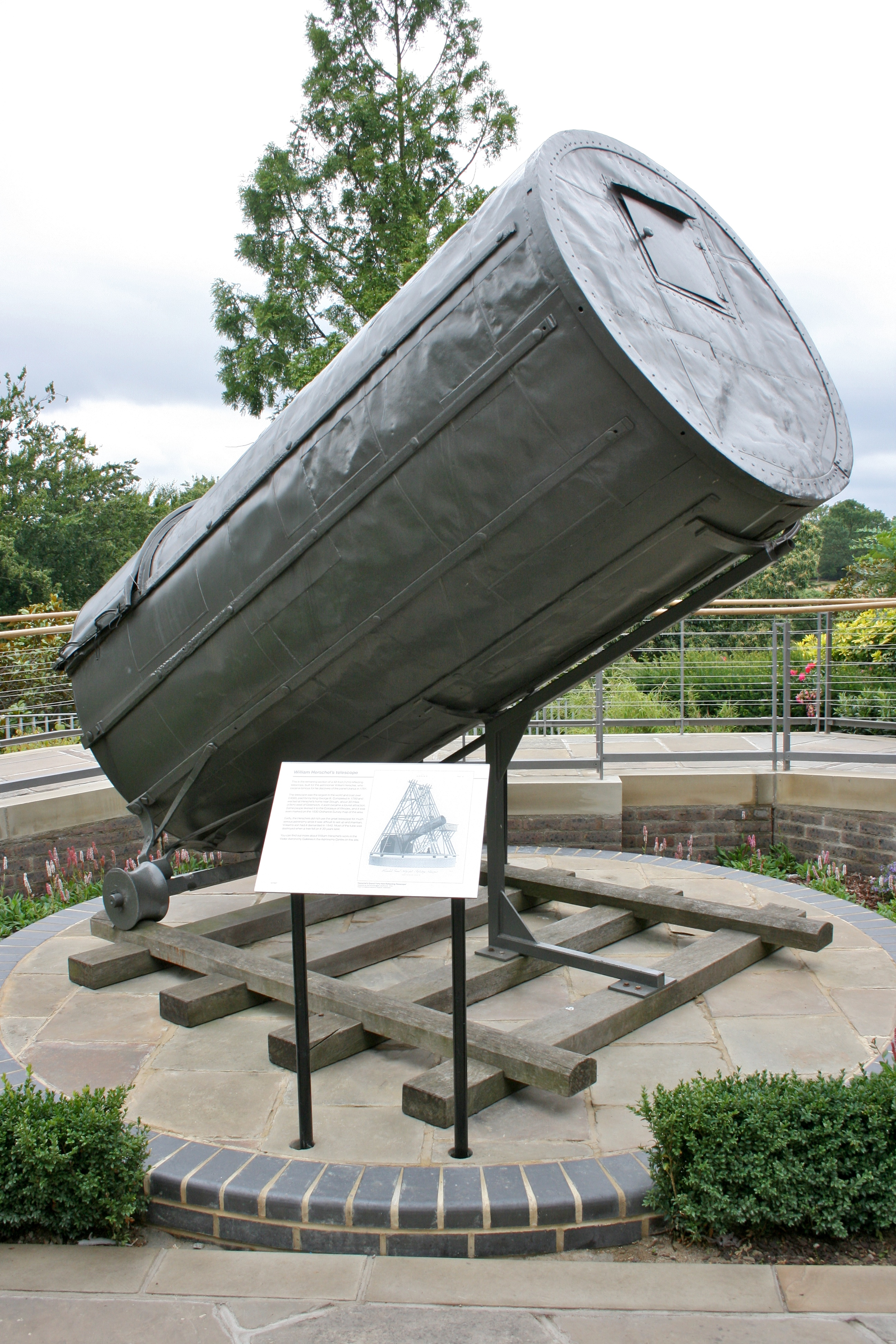
La section de du tube appartient à la collection de l'observatoire royal de Greenwich.

Le tube est placé horizontalement au sol, dans le jardin, soutenu par des blocs de pierre à chaque extrémité. Il est détruit par la chute d'un arbre en 1867. D'autres pièces sont gardées dans le jardin jusqu'en 1955, puis sont déménagées. Elles font désormais partie de la collection Herschel du National Maritime Museum.